# 湖南省体育局
湖南省体育局 是中华人民共和国湖南省人民政府主管体育工作的直属机构。

## 内设机构
- 办公室
- 人事教育处
- 体育经济处
- 群众体育处
- 政策法规宣传处
- 竞技体育与科技处
- 驻省体育局纪检组监察室[1]

## 直属机构
- 湖南省田径训练管理中心
- 湖南省体操管理中心
- 湖南省水上运动训练基地
- 湖南省羽毛球运动管理中心
- 湖南省网球运动管理中心
- 湖南省游泳跳水运动管理中心
- 湖南省体育科学研究所
- 湖南体育职业学院
- 体坛周报社
- 湖南省体育彩票管理中心
- 湖南省体育局后勤服务中心
- 贺龙体育馆
- 湖南省体育局体育专科医院
- 湖南郴州体育训练基地
- 湖南省航空运动管理中心
- 湖南省摔跤柔道跆拳道运动管理中心
- 湖南省体育模型和摩托艇运动管理中心
- 湖南省人民体育场[2]